# Lars Anders Baer
Lars Anders Baer, född 3 november 1952 i Gällivare församling, Norrbottens län, är en svensk renägare och samepolitiker.

## Biografi
Lars Anders Baer tillhör Luokta-Mávas sameby. Han studerade juridik i slutet av 1970-talet på Uppsala universitet och biträdde sameombudsmannen Tomas Cramér i det så kallade skattefjällsmålet  1979–80. Han var ordförande i Sáminuorra under 1970-talet och ordförande i Svenska Samernas Riksförbund 1994–2001. Han har också varit ordförande i Samelandspartiet, för vilket han sitter som ledamot i Sametinget.
Lars Anders Baer var 2004–10 medlem i FN:s permanenta forum för ursprungsfolk. Han är ordförande i Arbetsgruppen för urfolk i Barentsregionen och i den med nederländska stiftelsen Rewilding Europe knutna Insamlingsstiftelsen Rewilding Lapland.